# Nilo de Igabrum
El Nilo de Igabrum, también conocido como Nilo de Cabra, es una escultura romana del siglo I o II hallada en el municipio español de Cabra, en Andalucía. Fue hallada en 1935 cerca del arroyo Chicona, y desde entonces se trasladó a los almacenes del Museo Arqueológico de Córdoba. Desde el 8 de enero de 2025 fue cedido y expuesto en el Museo Arqueológico de Cabra durante cinco años prorrogables.

## Descripción
La obra romana está realizada con mármol blanco, probablemente italiano, representando a un personaje recostado sobre una peana de 46 centímetros de ancho a la que le faltan los pies, la cabeza y el brazo derecho y mano izquierda. Hallada en dos piezas, la escultura entró al Museo Arqueológico de Córdoba y al ser identificada como figura femenina, el director Samuel de los Santos realizó en yeso un cuello y senos estilizados. A pesar de que se pensaba que podría ser una ninfa acuática, no obstante, una vez eliminados estos añadidos, se identificó con el dios Nilo, personificación del célebre río. De hecho, se aprecia un cocodrilo saliendo de una cueva en su reverso que repta por su brazo hasta la urna en la que se apoya el personaje.
Esta representación es muy parecida a la expuesta en el palacio Senatorio de la plaza del Capitolio en Roma, que pudo haber inspirado a Miguel Ángel para su representación de Dios en la Capilla Sixtina. Tanto en la obra de Roma como en la de Cabra sujeta una cornucopia, símbolo de la abundancia, aunque en el caso romano está apoyado en una esfinge, en Cabra se apoya en el cocodrilo, tal y como aparece representado en las monedas de Alejandría. Sus piernas están cubiertas con una sábana, al igual que la del Capitolio romano, de época tiberiana, aunque parece que antes aparecía totalmente desnudo, tal y como muestra otra obra nilótica en los Museos Vaticanos.

### Inscripción
T. Flavius V[ic]tor Colleg[io]

[S]illychiniario[ru]m Prati Novi d[onum dedit].
«Tito Flavio Víctor lo regala al gremio illychiniariorum del Prado Nuevo».

Hay varias propuestas de quiénes eran estos illychiniarii: mientras que Antonio García y Bellido cree que son fabricantes de lucernas (lychnus), Antonio Blanco Freijeiro cree que eran panaderos especializados. En el caso de la primera propuesta, podría tener un carácter religioso y que fueran los portadores de lámparas durante las celebraciones a la diosa Isis (Lychnapsia), evento nada extraño considerando que este sería el segundo vestigio arqueológico de que en Cabra había culto a Isis.